# Ioiachin
Ioiachin (fl. VI secolo a.C.) è stato il diciannovesimo e penultimo re di Giuda. Viene invece chiamato Ieconia in 1 Cr 3, 16-17 e in Mt 1, 11. Geremia, inoltre, si riferisce a lui col nome Conia e profetizza il suo esilio a Babilonia e il fatto che "nessuno della sua stirpe avrà la fortuna di sedere sul trono di Davide e di regnare ancora su Giuda" (Ger 22, 24-30).

## Biografia
Figlio di Ioiakim e di Necusta, figlia di Elnatàn, aveva diciotto anni quando salì al trono e regnò solo tre mesi in Gerusalemme assediata dai neo-babilonesi.
Nabucodonosor II prese la città, incendiò il Tempio e deportò il re con tutta la corte e settemila dignitari, nonché mille fra fabbri e falegnami a Babilonia, dove Ioiachin rimase prigioniero per 37 anni sino alla morte di Nabucodonosor. Nabucodonosor pose sul trono al suo posto Sedecia, che era suo zio (più vecchio di soli quattro anni) e regnò per undici anni. Gli archivi babilonesi ci hanno restituito le registrazioni di razioni alimentari assegnate a Ioiachin e ai suoi 5 figli.
Il successivo re di Babilonia, Evil-Merodach, rimise in libertà Ioiachin, che ormai aveva 55 anni, affidandogli anche il ruolo di esilarca, in pratica un governatore della comunità ebraica deportata a Babilonia.
Secondo una versione moderna dell'ipotesi documentale, presso la corte in esilio di Ioiachin e dei suoi discendenti sarebbe stata raccolta e riordinata la "tradizione di Palazzo", la cui unione con la "tradizione del Tempio" avrebbe dato origine alla Bibbia.

## La maledizione di Ieconia
Il profeta Geremia scrisse che nessuno dei discendenti di Ioiachin sarebbe mai salito sul trono di Davide per governare Giuda (Ger 22,28-30). Secondo Geremia la sorte di Ioiachin era come quella di un vaso di cattiva qualità e per giunta frantumato, che viene gettato via. Come uomo era un fallito, come se non avesse figli. Si osservi che in tutta la Bibbia gli unici personaggi descritti come "privi di figli" (in ebraico: ערירי) sono Abramo, con cui inizia la storia del popolo ebraico, e Ioiachin, con la cui liberazione dalla prigionia babilonese termina la storia dei re di Giuda e ha inizio il giudaismo.
Nella letteratura rabbinica la maledizione di Ieconia è considerata temporanea, limitata al periodo della sua vita, per cui non è affatto escluso il ritorno di un suo discendente sul trono di Davide. In particolare il Messia potrebbe discendere da Ieconia.
Il vangelo di Matteo, invece, sembra sottintendere il contrario. Secondo la genealogia di Matteo Giuseppe discende da Ieconia per via patrilineare e perciò può trasmettere il diritto al trono di Davide, ma Gesù non è biologicamente "della sua stirpe" proprio per sfuggire alla maledizione contro i discendenti di Ieconia, e riceve il diritto solo per adozione. Si osservi, poi, che la genealogia di Gesù contenuta nel vangelo di Luca è diversa da quella di Matteo e viene interpretata da diversi studiosi come la genealogia di Maria. In tal caso essa assicurerebbe a Gesù la discendenza biologica da Davide ma non da Ieconia.

## Discendenza
La sua discendenza non è del tutto chiara. Prima dell'esilio avrebbe avuto un figlio di nome Sedecìa e durante la prigionia altri 7: Sealtièl, Malchiram, Pedaià, Senassàr, Iekamia, Osamà e Nedabia (1 Cr 3,16-18). Ieconia, dunque, avrebbe avuto sette figli. 
Secondo il primo libro delle Cronache il terzo di essi, Pedaia, generò Zorobabele, da cui anche secondo alcune fonti rabbiniche doveva discendere il Messia. Si osservi, tuttavia, che in altre fonti bibliche sia dell'Antico sia del Nuovo Testamento Zorobabele è detto figlio di Sealtiel. Questa contraddizione, in realtà, esiste solo nel testo ebraico e non nella Septuaginta, in cui Zorobabele è figlio di Sealtiel anche nel testo greco del primo libro delle Cronache. Essa, inoltre, viene normalmente spiegata anche per il testo ebraico con la legge del Levirato, per cui uno solo dei due sarebbe il padre biologico, pur riconoscendo all'altro una paternità legale, oppure supponendo che vi siano stati due diversi Zorobabele, cugini fra loro. Il nome "Zorobabele", infatti, vuol dire "germoglio di Babilonia" e potrebbe essere stato molto comune fra i primi figli nati agli ebrei esiliati.
Sia in Matteo che in Luca compare fra gli antenati di Gesù uno Zorobabele figlio di Sealtiel. Per Matteo Sealtiel è il figlio di Ioiachin, mentre per Luca è figlio di Neri, un lontano cugino di Ioiachin. Secondo James Bejon, si può supporre che si tratti dello stesso Sealtiel in quanto Ioiachin abbia adottato il figlio di Neri, Sealtiel, proprio per la maledizione di Geremia. Questo atto di sottomissione sarebbe all'origine del perdono divino e della nascita di altri figli di Ioiachin, dai quali discesero gli esilarchi, che governarono gli ebrei a Babilonia, pur non ricuperando il "trono di Davide", cioè senza regnare in Gerusalemme. Anche le fonti rabbiniche associano il perdono divino alla nascita di Sealtiel.